# Shugendō

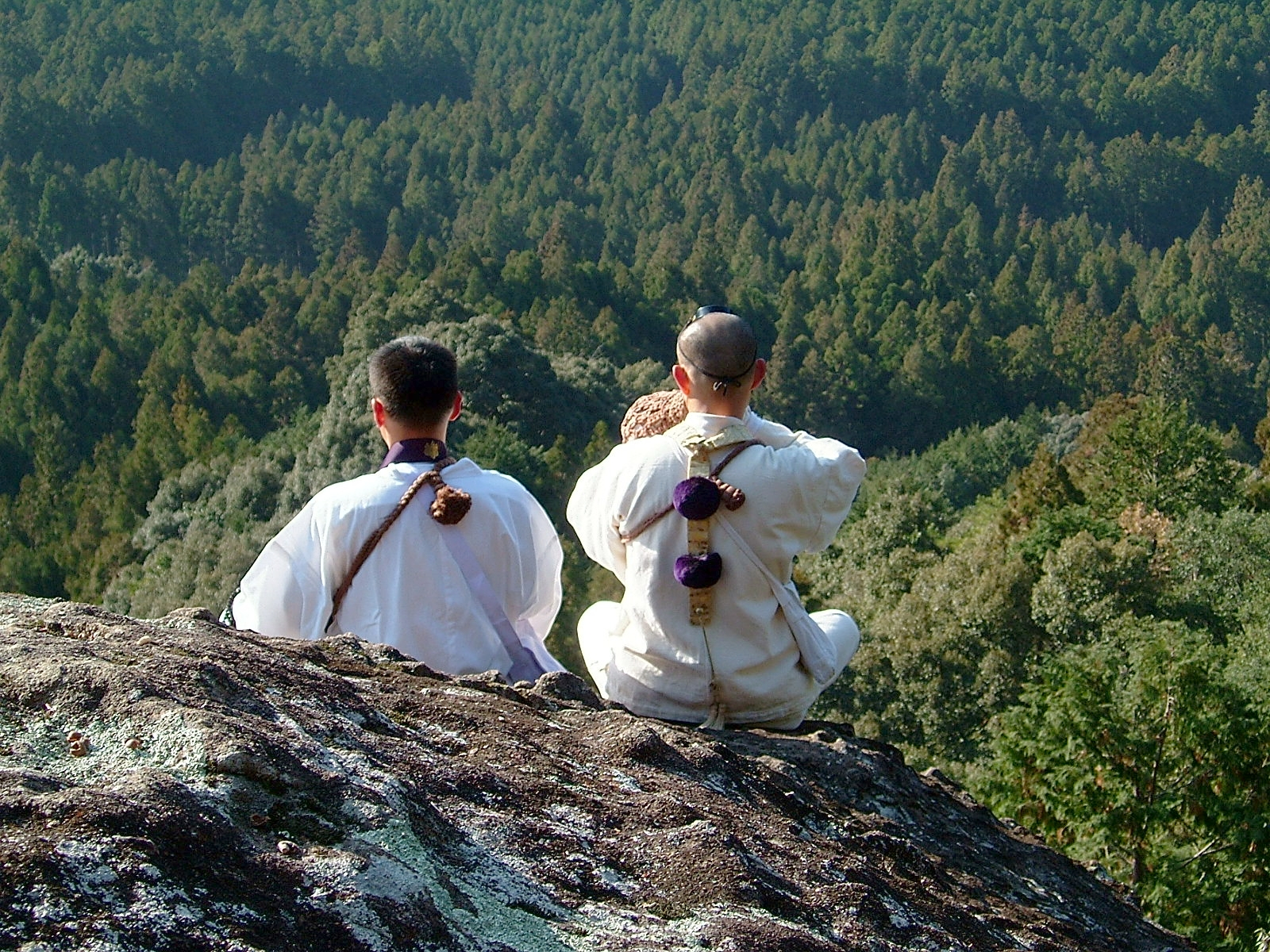
Practicantes de shugendō en las montañas de Kumano.

El shugendō (修験道?) es una práctica con una tradición mística-espiritual originada en el Japón pre-feudal, en donde la iluminación era equiparable con el logro de la unidad de los kami (神?). No debe ser confundido con una religión o una secta Budista sincrética.
Esta percepción de "despertar" por la experiencia se obtuvo a través del entendimiento de las relaciones entre el hombre y la naturaleza, centrado en el ascetismo (la práctica de vivir en las montañas). El enfoque o la meta del shugendō es el desarrollo de la experiencia, el poder espiritual, la paz y el contacto con la felicidad inmanente. Con los trasfondos de los cultos de las montañas, el shugendō incorpora creencias o filosofías del Antiguo Sintoísmo, así como el animismo popular, y además de un desarrollo como del Taoísmo y el Budismo esotérico llegado a Japón. El asceta y místico del siglo VII "En no Gyōja", es usualmente considerado como el primer organizador del shugendō como una doctrina. Shugendō literalmente significa, "la vía de los poderes" o "el camino del entrenamiento y la prueba" o "el camino al poder espiritual a través de la disciplina" entre otros.

## Historia
Con sus orígenes en solitario en hiriji en el siglo séptimo, el shugendō evolucionó en una amalgamación entre Budismo esotérico, Sintoísmo y muchas otras religiones influyentes, incluyendo al Taoísmo. El Budismo y el Sintoísmo fueron amalgamadas en el shinbutsu shūgō, y la visión sincrética de Kūkai efectuó numerosas influencias hasta el final del Periodo Edo, coexistiendo con los elementos sintoístas en el shugendō.
En 1613 (Periodo Edo, el Shogunato Tokugawa emitió una regulación, obligando a los templos shugendō a estar bajo los templos Shingon o Tendai.
Durante la Restauración Meiji, cuando el Sintoísmo fue declarado un estado religioso separado del Budismo, el shugendō fue censurado, como una superstición que no encajaba para el nuevo e iluminado Japón. Algunos templos shugendō se convirtieron oficialmente declarados al sintoísmo.
En la cultura moderna, el shugendō es practicado principalmente por las sectas Tendai y Shingon, reteniendo su influencia en la religión y cultura japonesa. Algunos de los templos son: Kinpusen-ji en Yoshino (Tendai), Santuario Ideha en Dewa Sanzan, Daigo-ji en Kyoto (Shingon).

## Seguidores
Aquellos que practican shugendō son denominados de dos formas. Un término, shugenja (修験者) se deriva del término shugendō, que significa "una persona que se entrena y prueba", que es "una persona de shugen". El otro término, yamabushi (山伏), significa "él que se oculta en las montañas". Criaturas sobrenaturales aparecen regularmente como yamabushi en la mitología y folclore japonés, como es evidente en algunos cuentos del legendario Sōhei Saitō Musashibō Benkei y de la deidad Sōjōbō, rey de los tengu (espíritus de la montaña). Practicantes del shugendō son los mayores descendientes de los antiguos monjes Kōya Hijiri del siglo VIII y IX.
Los shugenjas modernos en Japón y a través de todo el mundo son conocidos por autoactualizar sus poderes espirituales formándolos a través de competencias y a través de rigurosas pruebas rituales de coraje (interior) y devoción conocidas como shugyō. Peregrinajes que involucran escalada de montaña son realizados por estos y, a través de la experiencia obtenida por cada travesía tanto como por los años de estudios, son el medio para avanzar de rango. Los rituales son (eran) mantenidos en secreto para los nuevos shugenja en el mundo. Este denju asegura la real fe de los neófitos y los mantiene sin miedo a lo desconocido, ya que el primer paso en el shugendō es controlar y finalmente perder el miedo. Este secreto nació bajo episodios previos de persecución y opresión de los shugenja por la amenaza de la hegemonía militar. Algunos shugenja modernos mantienen la práctica del relativo anonimato en sus vidas diarias.